# Église Saint-Germain de Cauvicourt
Pour les articles homonymes, voir Église Saint-Germain.
L'église Saint-Germain est une église catholique située à Cauvicourt, en France.

## Localisation
L'église est située dans le département français du Calvados, au sud-ouest du bourg de Cauvicourt.

## Historique
Datant du XIIIe siècle, cette église est remaniée au XIVe siècle.

## Architecture
Le chœur et la chapelle nord sont inscrits au titre des monuments historiques depuis le 18 mars 1927.